# Brasilsat A1
O Brasilsat A1 foi um satélite de comunicação geoestacionário brasileiro pertencente a família Brasilsat, que foi construído pela Spar Aerospace em parceria com a Hughes, na maior parte de sua vida útil ele esteve localizado na posição orbital de 65 graus de longitude oeste e foi operado pela Embratel. O satélite foi baseado na plataforma HS-376 e sua expectativa de vida útil era de 8 anos. O mesmo saiu de serviço em março de 2002 e foi transferido para a órbita cemitério.

## Modelo
O satélite tinha a forma de um cilindro, onde no seu topo se situava uma antena direcional que se abria após o lançamento do satélite. O satélite tinha uma massa em órbita de 671 kg,tinha a rotação estabilizada entre 50 e 55 rpm, seus empuxadores utilizavam como propelente 136 kg de hidrazina e era alimentado por células solares que forneciam 982 Watts no início de sua fase de operação, utilizando duas baterias de NiCd como reserva de energia. Transportava 24 transmissores de banda C, com 6 transmissores sobressalentes. Forneciam um (Effective Incident Radiated Power - EIRP) poder de radiação incidente efetiva de cerca de 34 dBW para a maioria do território brasileiro.
Brasilsat A1
- Principal empresa contratada: Spar Aerospace
- Modelo utilizado: HS-376
- Massa no lançamento: 1 140 kg
- Massa em órbita: 671 kg
- Diâmetro: 2,19 m
- Altura: 7,09 m quando aberto
- Estabilização: Rotação estabilizada a 50 rpm
- Energia Início: 982 Watts
- Energia Final: 799 Watts
- Tempo de vida útil: 1985-1996
- Primária: 9 anos - Estendida: mais 2 anos

## História
Na década de 1980, o Brasil precisava de satélites próprios, para dispensar o aluguel de estrangeiros, como resultado deste esforço a empresa brasileira Embratel contratou em agosto de 1982 a canadense Spar Aerospace, Ltd., em parceria com a Hughes, para construir sua série de satélites Brasilsat A, a série era constituída por dois satélites, o Brasilsat A1 e o Brasilsat A2.
O satélite Brasilsat A1 foi o primeiro satélite brasileiro a dar ao Brasil independência nos serviços de telecomunicações via satélite, através da antiga empresa estatal Embratel, hoje privatizada. Antes dele a Embratel apenas alugava transmissores de satélites de terceiros. 
O satélite foi lançado em 8 de fevereiro de 1985, por um foguete Ariane modelo 2/3 da base de lançamento de Kourou, na Guiana Francesa, sendo colocado em uma órbita geoestacionária sobre o território brasileiro. Com o lançamento do Brasilsat A1, o SBT e a Rede Manchete passaram a transmitir suas programações em rede nacional, via satélite para todo o Brasil.
Foram adquiridos dois satélites da empresa canadense Spar Aerospace, modelo HS-376, fabricados sob licenças da Hughes Space. Custaram cerca de US$ 125 milhões de dólares. Os satélites receberam inicialmente a denominação de Brasilsat 1 e 2 e formaram o início do Sistema Brasileiro de Telecomunicações por Satélite (SBTS). O satélite ficou estacionado sobre o meridiano 65 graus oeste. Posteriormente com o lançamento da segunda geração de satélites Brasilsat, eles passaram a ser denominados de Brasilsat A1 e A2. 
Com o fim de sua vida útil e já em uma órbita inclinada, o Brasilsat A1 foi Vendido ao HCI em outubro de 1995. A antena foi reorientada para a América do Norte. O controlo do satélite foi passado para PanAmSat Corp em 12 de novembro de 1997.
Após o satélite ter sido lançado em fevereiro de 1985, foi colocado na posição orbital de 65 graus de longitude oeste. Em 1994 ele foi transferido para 63 graus oeste em órbita inclinada, onde permaneceu até meados do mês de junho de 1996, quando foi movido novamente, agora para 79 graus oeste em órbita inclinada, local no qual o Brasilsat A1 permaneceu até agosto de 1998. Em janeiro de 1999 ele foi transferido para 144 graus oeste em órbita inclinada, o Brasilsat A1 permaneceu nesta posição até março de 2002 quando foi retirado de serviço e enviado para a órbita cemitério.
O seu substituto na posição orbital de 65 graus oeste para continuar com as transmissões de telecomunicações, foi o satélite Brasilsat B2, que foi lançado em 1995.

## Lançamento
O satélite foi lançado com sucesso ao espaço no dia 8 de fevereiro de 1985, às 23:22:00 UTC, por meio de um veículo Ariane 3, lançado a partir do Centro Espacial de Kourou, na Guiana Francesa, juntamente com o satélite Arabsat 1A. Ele tinha uma massa de lançamento de 1 195 kg.

## Capacidade e cobertura
O Brasilsat A1 era equipado com 24 transponders em banda C (mais 6 de reserva) para prestar serviços de telecomunicações para o Brasil.